# Buttman’s European Vacation
Buttman’s European Vacation ist ein US-amerikanischer Gonzo-Pornofilm des Regisseurs John Stagliano, auch als „Buttman“ bekannt, aus dem Jahr 1991. Der Film wurde 1992 mit dem XRCO Award als „Bestes Video“ ausgezeichnet.

## Handlung
Der Film handelt von einer Reise Buttmans, die in Amsterdam beginnt. In der Szene sind Dario und Silver im Bad des Hotelzimmers zu sehen. In Paris angekommen, kommt es zu einem flotten Dreier zwischen Philippe Soine, Joy und Natalie. In Cannes spielt die Szene mit Christoph Clark und der Ungarin Noelle. Die zweite Szene in Cannes zeigt eine Szene mit dem Regisseur und Kameramann Stagliano, der bei einer Nummer mit Sunny und Rocco die Beherrschung verliert und ebenfalls ins Geschehen eingreift. Danach findet eine Lesbo-Szene in Rotterdam statt. Zurück in Amsterdam gibt es schließlich einen flotten Dreier mit Zara Whites, Silver und Rocco zu sehen.

## Auszeichnungen
- 1992: AVN Award – Best All-Sex Release
- 1992: AVN Award – Best Couples Sex Scene – Video (Silver Forest und Rocco Siffredi)
- 1992: AVN Award – Best Group Sex Scene – Video (Silver Forest, Rocco Siffredi, Zara Whites)
- 1992: XRCO Award – Best Video

## Wissenswertes
- Der Film belegt Platz 7 auf der Liste der „101 Greatest Adult Tapes of All Time“ von AVN.

## Fortsetzungen
Der Regisseur drehte zwei Fortsetzungen:
- 1992: Buttman's European Vacation Part II, Darsteller sind: Sara Walker, Louise Pike, Tracy Gibb, Nikki Pearce, Joy Karins, Christine De Bausseand, Flavia Voltige, Rocco Siffredi, Anthony Marko, Philip.
- 1995: Buttman's European Vacation 3, Darsteller sind: Christina, Kelly Trump, Marine Cartier, Sabina, Veronika, Paula, John Dough, Zenza Raggi, Mark Davis, Backey Jakic, Rocco Siffredi.